# Sunil Narine
Pour les articles homonymes, voir Narine (homonymie).
Sunil Narine est un joueur de cricket trinidadien né le 26 mai 1988 à Arima. Joueur international avec l'équipe des Indes occidentales depuis 2011, il est connu pour être un lanceur de balles tournantes et un batteur gaucher. Il a joué à plus de 300 Twenty20 dans sa carrière, principalement sous les couleurs des clubs de Kolkata Knight Riders et de Trinbago Knight Riders (en).
Lors de la saison 2012, Sunil Narine lance des balles spectaculaires, qui tournent rapidement et dans tous les sens, lui permettant de pousser au faux départ une fois tous les trois lancers et d'être désigné révélation de la saison lors des ICC Awards 2012. Ses balles tournantes sont tellement spectaculaires qu'elle lève des soupçons sur la capacité à réaliser un tel effet sans tricher, les arbitres l’excluant à plusieurs reprises pour des flexions du coude non réglementaires,. Pour travailler son geste, il préfère déclarer forfait lors de la Coupe du monde 2015.